# McLaren MCL32
McLaren MCL32 je vůz formule 1 týmu McLaren Honda Formula 1 Team který odpovídá novým technickým regulím pro rok 2017. Vozidlo v této sezóně pilotuje mistr světa z let 2005 a 2006 Španěl Fernando Alonso a kolegu mu dělá nováček Belgičan Stoffel Vandoorne kteří jsou doplněni rezervním jezdcem Britem Jensonem Buttonem. Button nahradil Alonsa při závodě v Monaku, protože Alonso se účastnil závodu 500 mil Indianapolis.
Vůz je poháněn v pořadí třetím motorem od návratu Hondy do formule 1 - pohonnou jednotkou RA617H. Jedná se o první vůz McLarenu bez předpony "MP4" v názvu od vozu McLaren M30. Tato změna byla způsobena odchodem Rona Dennise z týmu.

## McLaren
- Model: McLaren MCL32
- Rok výroby: 2017
- Země původu: Velká Británie
- Konstruktér: Peter Prodromou, Tim Goss, Matt Morris
- Debut v F1: Grand Prix Austrálie 2017

## Výsledky v sezóně 2017
| Legenda k tabulce | Legenda k tabulce                                                                       |
| Barva             | Výsledek                                                                                |
| ----------------- | --------------------------------------------------------------------------------------- |
| Zlatá             | Vítěz                                                                                   |
| Stříbrná          | 2. místo                                                                                |
| Bronzová          | 3. místo                                                                                |
| Zelená            | Bodované umístění                                                                       |
| Modrá             | Nebodované umístění                                                                     |
| Modrá             | Dokončil neklasifikován (NC)                                                            |
| Fialová           | Odstoupil (Ret)                                                                         |
| Červená           | Nekvalifikoval se (DNQ)                                                                 |
| Červená           | Nepředkvalifikoval se (DNPQ)                                                            |
| Černá             | Diskvalifikován (DSQ)                                                                   |
| Bílá              | Nestartoval (DNS)                                                                       |
| Bílá              | Závod zrušen (C)                                                                        |
| Světle modrá      | Pouze trénoval (PO)                                                                     |
| Světle modrá      | Páteční testovací jezdec (TD)                                                           |
| Bez barvy         | Netrénoval (DNP)                                                                        |
| Bez barvy         | Vyřazen (EX)                                                                            |
| Bez barvy         | Nepřijel (DNA)                                                                          |
| Bez barvy         | Odvolal účast (WD)                                                                      |
| Bez barvy         | Nezúčastnil se (prázdné)                                                                |
| Označení          | Význam                                                                                  |
| Tučnost           | Pole position                                                                           |
| Kurzíva           | Nejrychlejší kolo                                                                       |
| †                 | Jezdec nedojel do cíle, ale byl klasifikován, protože odjel více než 90 % délky závodu. |
| ‡                 | Byl udělován poloviční počet bodů, protože bylo odjeto méně než 75 % délky závodu.      |
| Horní index       | Umístění bodujících jezdců ve sprintu                                                   |

| Rok  | Šasi          | Motor                | Pneu | No. | Jezdci            | 1   | 2   | 3   | 4   | 5   | 6   | 7   | 8   | 9   | 10  | 11  | 12  | 13  | 14  | 15  | 16  | 17  | 18  | 19  | 20  | Body | Umístění |
| ---- | ------------- | -------------------- | ---- | --- | ----------------- | --- | --- | --- | --- | --- | --- | --- | --- | --- | --- | --- | --- | --- | --- | --- | --- | --- | --- | --- | --- | ---- | -------- |
| 2017 | McLaren MCL32 | Honda RA617H 1.6 V6t | P    |     |                   | AUS | CHN | BHR | RUS | ESP | MON | CAN | AZE | AUT | GBR | HUN | BEL | ITA | SIN | MAL | JPN | USA | MEX | BRA | ABU | 30   | 9.       |
| 2017 | McLaren MCL32 | Honda RA617H 1.6 V6t | P    | 2   | Stoffel Vandoorne | 13  | Ret | DNS | 14  | Ret | Ret | 14  | 12  | 12  | 11  | 10  | 14  | Ret | 7   | 7   | 14  | 12  | 12  | Ret | 12  | 30   | 9.       |
| 2017 | McLaren MCL32 | Honda RA617H 1.6 V6t | P    | 14  | Fernando Alonso   | Ret | Ret | 14† | DNS | 12  |     | 16† | 9   | Ret | Ret | 6   | Ret | 17† | Ret | 11  | 11  | Ret | 10  | 8   | 9   | 30   | 9.       |
| 2017 | McLaren MCL32 | Honda RA617H 1.6 V6t | P    | 22  | Jenson Button     |     |     |     |     |     | Ret |     |     |     |     |     |     |     |     |     |     |     |     |     |     | 30   | 9.       |